# Fransk lungört
Fransk lungört (Pulmonaria affinis) är en strävbladig växtart som beskrevs av Jordan. Enligt Catalogue of Life ingår Fransk lungört i släktet lungörter och familjen strävbladiga växter, men enligt Dyntaxa är tillhörigheten istället släktet lungörter och familjen strävbladiga växter. Arten förekommer tillfälligt i Sverige, men reproducerar sig inte. Inga underarter finns listade i Catalogue of Life.